# Keith Reddin
Keith Reddin est un acteur, scénariste et producteur américain né le 7 juillet 1956 au New Jersey (États-Unis).

## Filmographie

### Comme acteur
- 1982 : Dément (Alone in the Dark) : Billy
- 1987 : Five Corners : Neighborhood Person
- 1988 : Big : Payroll Clerk
- 1988 : Izzy et Sam (Crossing Delancey) : Celebrity Party Guest
- 1989 : Signs of Life de John David Coles : Dr. Pound
- 1990 : Le Mystère von Bülow (Reversal of Fortune) : Dobbs, Dershowitz's Student Staff
- 1991 : The Doors : Miami Journalist
- 1992 : L'Huile de Lorenzo (Lorenzo's Oil) : Murphy Family Played
- 1993 : The Heart of Justice (TV) : Simon
- 1995 : Extravagances (To Wong Foo Thanks for Everything, Julie Newmar) : Motel manager
- 1997 : Anita Liberty : Man at Party #2
- 1997 : Lolita : Reverend Rigger
- 1998 : The Farmhouse : Deputy Dick
- 2001 : Attraction animale (Someone Like You...) : Male Scientist
- 2002-2003 : New York, unité spéciale (saison 4, épisodes 5 et 17) : technicien de laboratoire
- 2006 : The Night Listener : Male Friend #2

### Comme scénariste
- 1993 : The Heart of Justice (TV)
- 1999 : It's the Rage (en) de James D. Stern

### Comme producteur
- 1997 : L'Alarmiste (Life During Wartime)